# رویال سلانگور
رویال سلانگور (انگلیسی: Royal Selangor) شرکت کالای لوکس مالزیایی است، که در سال ۱۸۸۵ تأسیس شد.